# Gran Premi de Gran Bretanya del 2003
Resultats del Gran Premi de la Gran Bretanya de Fórmula 1 de la temporada 2003, disputat al circuit de Silverstone el 20 de juliol del 2003.

## Resultats
| Pos | No | Pilot                 | Equip              | Voltes | Temps/ Retirada  | Pos. de sortida | Punts |
| --- | -- | --------------------- | ------------------ | ------ | ---------------- | --------------- | ----- |
| 1   | 2  | Rubens Barrichello    | Ferrari            | 60     | 1h 28' 37. 554   | 1               | 10    |
| 2   | 3  | Juan Pablo Montoya    | Williams - BMW     | 60     | + 5.462 s        | 7               | 8     |
| 3   | 6  | Kimi Räikkönen        | McLaren - Mercedes | 60     | + 10.656 s       | 3               | 6     |
| 4   | 1  | Michael Schumacher    | Ferrari            | 60     | + 25.648 s       | 5               | 5     |
| 5   | 5  | David Coulthard       | McLaren - Mercedes | 60     | + 36.827 s       | 12              | 4     |
| 6   | 7  | Jarno Trulli          | Renault            | 60     | + 43.067 s       | 2               | 3     |
| 7   | 21 | Cristiano da Matta    | Toyota             | 60     | + 45.085 s       | 6               | 2     |
| 8   | 17 | Jenson Button         | BAR - Honda        | 60     | + 45.478 s       | 20              | 1     |
| 9   | 4  | Ralf Schumacher       | Williams - BMW     | 60     | + 58.032 s       | 4               |       |
| 10  | 16 | Jacques Villeneuve    | BAR - Honda        | 60     | + 1' 03.569 min. | 9               |       |
| 11  | 20 | Olivier Panis         | Toyota             | 60     | + 1' 05.207 min. | 13              |       |
| 12  | 10 | Heinz-Harald Frentzen | Sauber - Petronas  | 60     | + 1' 05.564 min. | 14              |       |
| 13  | 12 | Ralph Firman          | Jordan - Ford      | 59     | + 1 Volta        | 17              |       |
| 14  | 14 | Mark Webber           | Jaguar - Cosworth  | 59     | + 1 Volta        | 11              |       |
| 15  | 19 | Jos Verstappen        | Minardi - Cosworth | 58     | + 2 Voltes       | 19              |       |
| 16  | 18 | Justin Wilson         | Minardi - Cosworth | 58     | + 2 Voltes       | 18              |       |
| 17  | 9  | Nick Heidfeld         | Sauber - Petronas  | 58     | + 2 Voltes       | 16              |       |
| Ret | 8  | Fernando Alonso       | Renault            | 52     | Caixa canvi      | 8               |       |
| Ret | 11 | Giancarlo Fisichella  | Jordan - Ford      | 44     | Suspensions      | 15              |       |
| Ret | 15 | Antônio Pizzonia      | Jaguar - Cosworth  | 32     | Motor            | 10              |       |

## Altres
- Pole: Rubens Barrichello 1' 21. 209

- Volta ràpida: Rubens Barrichello 1' 22. 236 (a la volta 38)